# Angelo Colla (calciatore)
Angelo Colla (Pavia, 15 giugno 1931 – Belgioioso, 14 febbraio 2013) è stato un calciatore italiano, di ruolo centromediano.
È fratello gemello di Natale Colla, calciatore anche lui, e per questo era noto anche come Colla I. Per la corporatura imponente era soprannominato Culòn dagli sportivi pavesi.

## Carriera
Debutta nel Pavia, squadra della sua città natale, il 17 ottobre 1948, nella vittoria interna per 3-1 sul Montebelluna, e disputa 10 partite nel campionato di Serie C 1948-1949. A partire dalla stagione successiva diventa titolare del ruolo di centromediano della formazione pavese, con cui disputa 155 partite fino al 1955, con l'intermezzo di una stagione in prestito al Genoa, con cui esordisce in Serie B. Con i Grifoni disputa due partite, debuttando il 2 marzo 1952 sul campo dell'Hellas Verona, prima di far ritorno al Pavia; qui contribuisce da titolare alla promozione tra i cadetti (1953) e alla successiva salvezza, disputando tutte le 34 partite di campionato.
Nel novembre 1954 torna in Serie C, acquistato dal Piacenza. Vi disputa 25 partite, formando la linea difensiva con Luigi Asti e Gastone Celio, e al termine del campionato fa ritorno tra i cadetti, con la maglia del Parma. Con i ducali ottiene la salvezza, scendendo in campo 33 volte, prima di lasciare il calcio ad alto livello per completare gli studi universitari. Riprende l'attività qualche anno più tardi, a livello dilettantistico, con la Castellana di Castel San Giovanni e la Constantes di Belgioioso.
In carriera ha totalizzato complessivamente 69 presenze in Serie B, con le maglie di Genoa, Pavia e Parma.

## Palmarès

### Giocatore

#### Competizioni nazionali
- Serie C: 1

Pavia: 1952-1953